# Темски манастир
Темският манастир „Свети Георги“ (на сръбски: Манастир Темска) е женски православен манастир, в Източна Сърбия. Манастирът е част от Нишката епархия. Разположен е на левия бряг на река Темщица, край село Темска, Община Пирот.

## История
Съществуващата днес манастирска църква вероятно е строена през XVI век. Тя е триконхална и съгласно ктиторския надпис нейните централни части са изографисани през май-юли 1576 година при управлението на игумена Захарий. Притворът на църквата е създаден и изографисан през 1654 година, при игумена Симеон.
От XVII - XIX век в манастира са запазени множество надписи. Един от тях отразява опустошаването на Чипровци през 1688 година, по време на Чипровското въстание. Вероятно малко по-късно, пак по време на Австро-турската война (1683-1699) и манастирът е бил опустошен от унгарци.
В края на XVII и началото на XVIII век при управлението на игумена Партений с помощта и на околните села манастирските постройки са ремонтирани, построен е водпровод. В 1737 година манастирът отново е опустошен.
През XVIII век манастирът се оформя и като книжовно, просветно и поклонническо средище. В него функционира училище, в което се обучават деца от целия регион. В 1764 година игуменът на манастира йеромонах Кирил Живкович от Пирот съставя на прости язык болгарскій т.нар. Темски ръкопис. По същото време Темският манастир е средище на поклонници от различни краища на българските земи, а от двадесетте години на XIX век - и от Сърбия. През 40-те години на XIX век игумен на манастира е отец Кесарий, който е спомоществувател на учебника „Извод от физика“ на Найден Геров, издаден в Белград през 1849 година.
От 1871 до 1878 година манастирът е под ведомството на Българската екзархия. В свое писмо от 14 януари 1878 година пиротският митрополит Евстатий определя Темския манастир „Святый великомученик Георгій“ като един от богатите в епархията - заедно със Суковския, Погановския, Ръжанския, Изатовския и Дивлянския.
През декември 1877 година, по време на сръбското участие в Руско-турската война, на юг от манастира се водят сражения между сръбски и турски войски. Един от убитите сръбски офицери, капитан Милутин Каранович е погребан в манастира, където му е издигнат и надгробен паметник. От 1878 година Темският манастир е подведомствен на Сръбската православна църква. От 1924 година е женски, като първите му монахини са от Русия.
През 1948 година манастирът е обявен за паметник на културата.